# أذن الفأر الحبشي
أذن الفأر الحبشي (الاسم العلمي: Myosotis abyssinica) هو نوع من النباتات يتبع جنس أذن الفأر من الفصيلة الحمحمية.